# NN-303
La carretera NN‑303 es una vía departamental secundaria de Nicaragua que comunica las regiones del centro-sur con la costa del Caribe sur. Se extiende desde el municipio de El Rama, en el departamento de Río San Juan, hasta las cercanías de Laguna de Perlas, en la Región Autónoma de la Costa Caribe Sur (RACCS). Con una longitud total de 80.49 kilómetros, esta ruta fue construida entre 2016 y 2019, y se considera una de las más importantes de la Costa Caribe nicaragüense por su impacto en el comercio, la movilidad y el acceso a servicios básicos en zonas tradicionalmente aisladas.

## Características
El proyecto fue ejecutado por Grupo Santa Fe bajo la supervisión del MTI y financiado por el Banco Centroamericano de Integración Económica (BCIE). La carretera fue construida con concreto hidráulico de 19 cm de espesor y una base de 25 cm, diseñada para soportar tráfico pesado y las condiciones climáticas húmedas del Caribe. También se construyeron dos puentes importantes, uno de 105 metros de largo y otro de 35 metros, además de numerosos pasos de alcantarillas y sistemas de drenaje.

## Impacto socioeconómico
Más de 32,000 habitantes se beneficiaron directamente con la construcción de esta carretera, especialmente los municipios de Kukra Hill y Laguna de Perlas, quienes históricamente solo tenían acceso por vía fluvial. La NN‑303 ha facilitado el transporte de productos agrícolas, pesqueros y forestales, además de mejorar el acceso a escuelas, centros de salud y servicios públicos. Esta conexión también ha reducido los costos logísticos y tiempos de traslado en más del 60 %.

## Trazado y cruces
La siguiente tabla muestra su recorrido, localidades y principales conexiones:
| km    | Localidad                  | Departamento / Región | Conexión / Ruta |
| ----- | -------------------------- | --------------------- | --------------- |
| 0.0   | El Rama                    | Río San Juan          | NIC 21B         |
| 26.3  | Camino a Kukra Hill        | RACCS                 |                 |
| 80.49 | Entrada a Laguna de Perlas | RACCS                 |                 |

## Coordenadas
Uno de los tramos de la NN‑303 puede ser ubicado cerca de Kukra Hill con las coordenadas aproximadas: 11°48′00″N 83°42′00″O / 11.8000, -83.7000